# Aero L-29 Delfin
Аэро Л-29 «Дельфин» (Aero L-29 Delfin; по классификации НАТО: Maya) — чехословацкий учебно-тренировочный самолёт. Является первым чехословацким серийным реактивным самолётом.
Совершил первый полёт 5 апреля 1959 года. В 1961 году был выбран основным учебно-тренировочным самолётом стран-участниц Организации Варшавского договора. Серийно производился в 1963—1973 годах, построено 3665 самолётов. В дальнейшем был заменён на Aero L-39 Albatros.
«Дельфин» состоял на вооружении более 15 стран мира (СССР, ЧССР, Афганистан, Болгария, Венгрия, Вьетнам, ГДР, Гана, Гвинея, Египет, Индонезия, Ирак, Йемен, КНР, Мали, Нигерия, Румыния, Сирия, Уганда). Ряд снятых с вооружения самолётов приобретены частными лицами.

## Назначение
Двухместный учебно-тренировочный самолёт (УТС) L-29 предназначен для первоначального обучения курсантов технике пилотирования в простых и сложных метеоусловиях днём и ночью, обучению элементам боевого применения, а также для тренировки лётного состава.

## История создания и производства
Л-29 относится к первому поколению реактивных учебно-тренировочных самолётов (УТС), которое возникло в связи с массовым переходом на сверхзвуковые реактивные самолёты в середине 1950-х годов. К этому поколению также относятся учебно-тренировочные самолёты, которые совершили первые полёты в середине 1950-х годов: французский Fouga СМ.170 Magister, американский Cessna T-37 Tweet, итальянский Aermacchi MB-326 и британский BAC Jet Provost.
Разработка Л-29 была начата в 1955 году в инициативном порядке группой единомышленников во главе со Зденеком Рубличем, руководителем одного из отделов Исследовательского-испытательного лётного института Чехословакии. Ближайшим помощником З. Рублича стал Карел Томаш, имевший большой опыт в создании учебно-тренировочных самолётов. Расчёты аэродинамики проводили Йозеф Хошек и Ян Глава. В начале 1960-х годов, после ухода на пенсию Рублича и Томаша, ведущим конструктором Л-29 стал Ян Влчек.
Весной 1959 года был закончен первый летающий прототип Л-29 (XL-29), который совершил первый полёт 5 апреля 1959 года под управлением лётчика-испытателя Рудольфа Духона. Прототип, в связи с незаконченными испытаниями чехословацкого двигателя разработки предприятия Моторлёт, был оснащён британским Bristol Siddeley Viper Mk.20 с тягой 795 кг. Второй прототип, поднявшийся в воздух в июле 1960 года, был оснащён штатным чехословацким двигателем Моторлёт М-701.
В конце 1959 года был объявлен конкурс на разработку единого УТС стран Варшавского Договора. Решение на разработку единого УТС было вызвано, не в последнюю очередь, желанием консолидировать молодые социалистические страны, которые состояли в Совете Экономической Взаимопомощи и Организации Варшавского Договора. В конкурсе участвовали советский Як-30, чехословацкий Л-29 «Дельфин» и польский ТС-11 «Искра». Конкурс был проведён в 1961 году, после того как совершили свои первые полёты советский Як-30 (20 мая 1960 года) и польский ТС-11 «Искра» (5 февраля 1960 года). К моменту проведения конкурса Л-29 летал уже около года и на конкурс была отправлена его улучшенная версия Л-29А ОК-02.
С августа по сентябрь 1961 года на подмосковном аэродроме Монино под руководством Заслуженного лётчика-испытателя СССР полковника Ю. А. Антипова состоялись сравнительно-испытательные полёты Як-30, ТС-11 «Искра» и Л-29. По результатам конкурса лучшим по большинству параметров был признан «Дельфин». К числу главных преимуществ чехословацкого УТС относились надёжность, простота в обслуживании, технологичность и низкая цена. Як-30, имея соизмеримую тягу двигателя, был более чем на 1000 кг легче и показал лучшие лётные характеристики, но не был способен нести вооружение и представлял собой спортивный самолёт, а не учебно-тренировочный самолёт для подготовки курсантов. Польский УТС ТС-11 «Искра» проиграл «Дельфину» и Як-30 по большинству параметров. Победа Л-29 в конкурсе на единый УТС стран ОВД означала мировое признание первого чехословацкого реактивного самолёта и обеспечила тысячи специалистов высококвалифицированной работой на долгое время.
В конце 1961 года началось серийное производство Л-29 на машиностроительном предприятии «Взлёт», который впоследствии был переименован в Среднечешский машиностроительный завод, а ещё позже — «Красный Летов». На Среднечешском авиазаводе в Водоходах (народном предприятии «Аэро Водоходы») и народном предприятии «Лет» в Угерске-Градиште и Куновицах (с 1963 года) проходила финальная сборка, в то время как производство комплектующих и агрегатов происходило на большом количестве средних и малых предприятий по всей Чехословакии.
В 1964 году, на Международной машиностроительной ярмарке в Брно, Л-29 был удостоен золотой медали. В 1965 и 1967 годах Л-29 был успешно представлен на Международном Парижском аэросалоне в Ле-Бурже.
Всего за годы серийного производства, с 1963 по 1974 год, было построено 3665 Л-29.

## Конструкция
Однодвигательный цельнометаллический моноплан с низкорасположенным прямым крылом, выполненный по нормальной аэродинамической схеме.

## Эксплуатация
В 1963 году Л-29 был принят на вооружение ВВС СССР и получил в НАТО кодовое обозначение «Maya». Л-29 был предназначен для обучения лётчиков для полётов на МиГ-21. В лётных училищах «Дельфин» постепенно заменил МиГ-15УТИ, который был более тяжёлым в управлении и не прощал ошибок в пилотировании.
В ВВС Чехословакии Л-29 получил прозвище «летающая детская коляска», поскольку курсант совершал свой первый самостоятельный полёт на «Дельфине» уже после 13 часов полётов с инструктором.
Первым авиационным училищем, освоившим Л-29, стало Черниговское высшее военное авиационное училище лётчиков. Первым полком, получивший 29 мая 1963 года Л-29, стал 703-й учебный авиационный полк Черниговского ВВАУЛ, который базировался на аэродроме Умань в Черкасской области.
К концу 1963 года Л-29 также поступили в Качинское, Харьковское и Ейское ВВАУЛ.
В 1964 году на аэродроме Ивано-Франковск была создана советско-чешская авиабаза, которая занималась передачей новых самолётов советской стороне. Чешские лётчики перегоняли новые Л-29 из ЧССР в Ивано-Франковск, где передавали самолёты своим заводским специалистам, которые в свою очередь готовили их к сдаче в советские учебные авиационные полки.
В 1966 году Л-29 начали заменять Як-18 в авиационных учебных центрах ДОСААФ. Первым училищем, получившим Л-29, стало Волчанское авиационное училище лётчиков-инструкторов ДОСААФ. В этом же году чехословацкие УТС начали поступать и в учебные центры ДОСААФ.
В 1966—1992 годах первоначальное обучение на самолётах Л-29 проходили в 21 учебном авиационном центре ДОСААФ:
- Волгоградский УАЦ ДОСААФ (аэродром Средняя Ахтуба)
- Воронежский УАЦ ДОСААФ (аэродром Гремячье)
- Ворошиловоградский (Луганский) УАЦ ДОСААФ (аэродром Новоайдар)
- Вяземский УАЦ ДОСААФ (аэродром Вязьма-Двоевка), до начала 80-х годов летал на самолёте МиГ-17.
- Грозненский УАЦ ДОСААФ (аэродром Калиновская), до начала 80-х годов летал на самолёте МиГ-17.
- Егорьевский УАЦ ДОСААФ (аэродром Шувое)
- Запорожский УАЦ ДОСААФ (аэродром Широкое)
- Казанский УАЦ ДОСААФ (аэродром Куркачи)
- Калужский УАЦ ДОСААФ (аэродром Орешково), до начала 80-х годов летал на самолёте МиГ-17.
- Карагандинский УАЦ ДОСААФ (аэродром Талдыкудук)
- Костромской УАЦ ДОСААФ (аэродром Сокеркино), до начала 80-х годов летал на самолёте МиГ-17.
- Кинель-Черкасский УАЦ ДОСААФ (аэродром Толкай), до начала 80-х годов летал на самолёте МиГ-17.
- Курский УАЦ ДОСААФ (аэродром Рышково)
- Липецкий УАЦ ДОСААФ (аэродром Грязи)
- Куйбышевский (Самарский) УАЦ ДОСААФ (аэродром Рождествено)
- Омский УАЦ ДОСААФ (аэродром Марьяновка)
- Рязанский УАЦ ДОСААФ (аэродром Протасово)
- Саранский УАЦ ДОСААФ (аэродром Лямбирь), работал на Л-29, потом некоторое время летал на МиГ-17, потом вновь перешёл на Л-29.
- Ставропольский УАЦ ДОСААФ (аэродром Хуторская)
- Ульяновский УАЦ ДОСААФ (аэродром Белый Ключ)
- Челябинский УАЦ ДОСААФ (аэродром Калачево)

## Модификации
- Л-29 — базовая модификация
- Л-29А «Акробат» (Л-429) — спортивная одноместная модификация. Всего построено 2 самолёта, которые участвовали в показательных выступлениях в 1968 и 1969 годах на Международных машиностроительных ярмарках в Брно, и в 1969 году на Международном Парижском аэросалоне в Ле-Бурже.
- Л-29Р (Л-329) — тактический разведчик, оснащённый фоторазведывательным оборудованием для разведки в прифронтовой зоне. Выпущен небольшой партией для ВВС Чехословакии и Египта.
- УТС-29 — модернизация самолёта с двигателем CJ-610. Предполагается первый полёт в августе 2015 года. Разрабатывает СибНИА, для учебно-тренировочных полётов.
- Л-29 (ВКП-3) — командный пункт для управления мишенями в воздухе. Разработка казанского ОКБ «Сокол»[7].

## Тактико-технические характеристики
Источник данных:

### Технические характеристики
- Экипаж: 2 человека
- Размах крыла: 10,29 м
- Длина самолёта: 10,81 м
- Высота: 3,13 м
- Площадь крыла: 19,8 м²
- Масса пустого: 2384 кг (самолёт № 591431)
- Запас топлива:
  - основной: 1030 (670 + 360) л
  - ПТБ: 300 (2 × 150) л
- Масса снаряжённого: 3280 кг
- Масса максимальная взлётная (учебный вариант с полной заправкой без груза): 3364 кг
- Масса максимальная взлётная (перегоночный вариант с ПТБ): 3632 кг
- Двигатель: 1 × Моторлёт M-701C 500
  - Максимальная тяга: 1 × 840 кгс (8,7 кН)

### Лётные характеристики
- Максимальная скорость (при n=100 %):
  - на высоте 8000 м: 612 км/ч
  - на высоте 5000 м: 625 км/ч
  - на уровне моря: 605 км/ч
- Крейсерская скорость:
  - на высоте 5000 м: 545 км/ч
  - на уровне моря: 525 км/ч
- Скорость сваливания: 130 км/ч
- Дальность полёта (с 5 % остатком топлива):
  - со 100 % топлива: 710 км (1 час 44 мин)
  - с 2 × ПТБ: 920 км (2 ч 15 мин)
- Практический потолок: 10 900 м
- Скороподъёмность (у земли, при n=100 %): 13,2 м/с
- Удельная нагрузка на крыло: 166 кг/м²
- Тяговооружённость: 0,24
- Длина разбега (на бетоне): 600—650 м
- Длина пробега (на бетоне): 530—600 м
- Максимальная эксплуатационная перегрузка: +8/-7 g

### Вооружение
- Боевая нагрузка: две бомбы калибром 50, 100 или по 120 кг макс. на двух внешних балочных держателях, или два блока Р57-4М по четыре НУР С-5.

## Боевое применение
Гражданская война в Нигерии (1967—1970)
В августе 1967 года советские Ан-12 доставили в Кано 6 Л-29 и несколько МиГ-17. Вторая партия из 6 Л-29 была поставлена Нигерии в том же году. Л-29 ВВС Нигерии применялись против сепаратистов самопровозглашённого государства Биафра. Боевые вылеты, как правило, осуществляли наёмники из Великобритании, Родезии и ЮАР, а нигерийские лётчики сидели на месте курсанта.
Война Судного дня (1973)
ВВС Египта применяли Л-29 против израильских войск в качестве лёгкого ударного самолёта. Первые вылеты были совершены 16 октября, египетские «Дельфины» наносили удары реактивными снарядами по израильской технике под «Китайской фермой». В ходе войны Л-29 показал себя стойким к боевым повреждениям самолётом. Технологичность конструкции позволила быстро восстанавливать различные повреждения. Было потеряно 4 самолёта.
Афганская война (1979—1989)
Карабахская война (1992—1994)
В 1992 году на вооружении ВВС Азербайджана находилось около 70 Л-29, базировавшихся в одном из учебных авиационных полков Армавирского высшего военного авиационного училища лётчиков. В связи с высокими потерями боевых вертолётов Азербайджан активно применял Л-29 для поддержки с воздуха своих сухопутных войск. Некоторое количество азербайджанских Л-29, принимавших участие в боевых вылетах, было сбито (не меньше 14) или повреждено огнём противника.
Первая чеченская война (1994—1996)
В 1994 году на территории самопровозглашённой Республики Ичкерия находилось 265 боевых самолётов (149 Л-29, 111 Л-39, 3 МиГ-17 и 2 МиГ-15УТИ), ранее находившихся на вооружении 382-го учебного авиационного полка Ставропольского ВВАУЛШ и Грозненского учебного авиационного центра бывшего ДОСААФ СССР. Авиация базировалась на аэродромах Ханкала, Калиновская и Грозный-Северный. Самолёты активно готовились сепаратистами к боевым действиям. К ноябрю 1994 года в боеспособном состоянии находились около 100 самолётов, а остальные — использовались как источник запчастей или были неисправны. По состоянию на 30 ноября 1994 года не менее одной эскадрильи Л-29 находилось в состоянии боеготовности.
1 декабря 1994 года российские штурмовики Су-25, с помощью авиабомб и НАР, нанесли удары по аэродромам Калиновская и Ханкала. Во время удара была уничтожена вся боевая авиация чеченских сепаратистов.
Война в Грузии (2008)
8 августа 2008 года два самолёта Л-29 ВВС Грузии было уничтожено на земле во время удара российской авиации по аэродрому Марнеули.

## На вооружении

### Состоит на вооружении
- Азербайджан — 24 Л-29, по состоянию на 2011 год[15]
- Ангола — 6 L-29, по состоянию на 2016 год[16]
- Грузия — 9 L-29, по состоянию на 2016 год[17]
- Гвинея — 3 Л-29, по состоянию на 2012 год[18]
- Мали — 6 L-29, по состоянию на 2016 год[19]

### Состоял на вооружении
- СССР — около 2000 Л-29 в ВВС СССР и ДОСААФ
  -  Россия — сняты с вооружения в 1992 году[20]
  -  Украина — 20 Л-29 были приняты на вооружение ВВС Украины в 1992 году. Самолёты базировались в 228-м учебном авиаполку (Багерово). Сняты с вооружения в 1990-х годах.
  -  Армения — 1 Л-29, по состоянию на 1992 год[11]
  -  ЧРИ — 149 Л-29, по состоянию на 1992 год. К началу ввода российских войск все были уничтожены[21].
- Чехословакия — 400 Л-29
  -  Словакия — 16 Л-29 были приняты на вооружение ВВС Словакии. Списаны в 2003 году.
  -  Чехия — 24 Л-29 были приняты на вооружение ВВС Чехии.
- Афганистан — 24 Л-29, по состоянию на 1992 год[22]
- Болгария — 102 Л-29 были поставлены в 1963—1974 гг. Сняты с вооружения в 2002 году.
- Венгрия
- Вьетнам
- ГДР
- Гана
- Египет — около 120 Л-29
- Индонезия
- Ирак — 78 Л-29 были поставлены в 1968—1974 гг.
- Йемен
- Китай
- Нигерия
- Румыния — сняты с вооружения в 2006 году.
- Сирия
- Уганда

## Гражданские операторы
Украина
К 2013 году Харьковский аэроклуб им. В. С. Гризодубовой ОСОУ (Общество содействия обороне Украины) располагал тремя самолётами Л-29, используемыми в демонстрационных полётах во время авиационных мероприятий в разных городах Украины.
В пилотажную группу вошли бывшие военные лётчики Сергей Филатов, Сергей Комин и Анатолий Бернатович.
Россия
- РОСТО — некоторое количество Л-29, по состоянию на 2012 год[25].
- Аэроклуб «Феникс» (аэродром Орловка)
- Аэроклуб Вертикаль (www.vertical-aero.ru, аэродром Большое Грызлово)
- Аэроклуб FIRE BIRDS AERO (аэродром Большое Грызлово)
- Пилотажная группа «Небесные рыцари»
- Аэроклуб «AeroJetClub» (аэродром Мячково)
- Аэроклуб «Звезда» (аэродром Касимово)
- Аэроклуб «Альбатрос аэро» (аэродром Ступино)

ЮАР 
3 самолёта Л-29 в составе пилотажной группы «Sasol Tigers», по состоянию В 2011 году.
США
Американская компания «Green flight international», занимающаяся разработкой новых видов авиационного топлива, доработала Л-29 для полётов на 100 % биодизельном топливе. 2 октября 2007 года модифицированный Л-29 выполнил на этом топливе первый полёт, а к ноябрю 2008 года налетал около 3000 км.
В 2010 году два самолёта Л-29, предоставленные гражданским оператором и пилотируемые лётчиками ВМС США, применялись для имитации «крылатой ракеты» противника во время тренировок отражения атаки ПКР. Самолёты были переоборудованы американскими турбореактивными двигателями J-60, благодаря чему максимальная скорость Л-29 повысилась с 650 до 800 км/час.

## В спорте
11 августа 1964 года лётчица-спортсменка Марина Попович установила на Л-29 мировой рекорд скорости для самолётов массой 1750—3000 кг (по классификации ФАИ — категория C-1-d) на замкнутом 100 км маршруте, развив среднюю скорость 606,2 км/ч.
С 2002 года самолёты Л-29 стали использоваться американскими спортсменами на авиагонках Reno Air Races, одного из самых зрелищных авиашоу в мире. В 2008 году На L-29 VIPER, модифицированных Л-29, американские лётчики Курт Браун и Майк Мангольд одержали убедительную победу в классе «Jet», заняв первое и второе места.

## Происшествия
- 6 июня 1966 года на самолёте Л-29 погиб курсант Саратовского высшего военного училища лётчиков Павел Шклярук.
- 16 июля 1975 года польский лётчик на сельскохозяйственном Ан-2Р попытался совершить побег из Польши в Австрию через территорию ЧССР, но был сбит Л-29 ВВС Чехословакии[5].

## Авиапамятники и экспонаты музея
| Изображение               | Модификация | Бортовой номер | Местонахождение                                                                                  |
| ------------------------- | ----------- | -------------- | ------------------------------------------------------------------------------------------------ |
|                           | Л-29        | 02             | г. Ядрин, Чувашская Республика, Россия                                                           |
| Фото (недоступная ссылка) | Л-29        | 87             | г. Черногорск, Республика Хакасия, Россия                                                        |
|                           | Л-29        | 83             | г. Ярославль, Ярославская область, Россия                                                        |
|                           | Л-29        | 38             | г. Запорожье, Запорожская область, Украина                                                       |
|                           | Л-29        | 070            | г. Донецк, Донецкая область, Россия                                                              |
|                           | Л-29        | 91             | г. Энгельс, Саратовская область, Россия                                                          |
|                           | Л-29        |                | Ртищево, Саратовская область, Россия                                                             |
|                           | Л-29        | —              | г. Спас-Клепики, Рязанская область, Россия                                                       |
|                           | Л-29        | 74             | г. Саратов, Саратовская область, Россия                                                          |
|                           | Л-29        | 05             | посёлок городского типа Старая Майна, Ульяновская область, Россия                                |
|                           | Л-29        |                | г. Киев, Государственный музей авиации Украины, Украина                                          |
|                           | Л-29        | 18             | г. Сумы, в парке им. Кожедуба, возле бывшего Клуба юных техников.                                |
|                           | Л-29        |                | г. Луганск, Луганская область, Россия                                                            |
| Фото                      | Л-29        | 111            | г. Лисичанск, Луганская область, Украина                                                         |
| Фото                      | Л-29        | 05             | с. Алексеевка, Луганская область, Украина                                                        |
| Фото                      | Л-29        |                | Полтавский музей дальней и стратегической авиации, г. Полтава, Украина                           |
| Фото                      | Л-29        | 39             | г. Волчанск, Харьковская область, Украина                                                        |
| Фото                      | Л-29        | 22             | г. Чернигов, Черниговская область, Украина                                                       |
| Фото (недоступная ссылка) | Л-29        |                | с. Куземин, Сумская область, Украина                                                             |
| Фото                      | Л-29        | 45             | г. Городня, Черниговская область, Украина                                                        |
| Фото                      | Л-29        | 07             | г. Марганец, Днепропетровская область, Украина                                                   |
| Фото                      | Л-29        |                | г. Вольнянск, Запорожская область, Украина                                                       |
|                           | Л-29        | 106            | Луганский авиационно-технический музей, г. Луганск, Украина                                      |
| Фото                      | Л-29        |                | с. Широкое, Запорожская область, Украина                                                         |
|                           | Л-29        | 80             | Парк Победы, г. Нижний Новгород, Россия                                                          |
|                           | Л-29        |                | г. Богородск, Нижегородская область, Россия                                                      |
|                           | Л-29        | 10             | Технический музей имени К. Г. Сахарова, г. Тольятти, Самарская область, Россия                   |
| Фото                      | Л-29        | 34             | Музей авиационной техники, п. Боровая, Минская область, Беларусь                                 |
| Фото (недоступная ссылка) | Л-29        |                | г. Волгоград, Волгоградская область, Россия                                                      |
| Фото (недоступная ссылка) | Л-29        |                | г. Белорецк, Башкортостан, Россия                                                                |
| Фото                      | Л-29        |                | г. Спас-Клёпики, Рязанская область, Россия                                                       |
| Фото (недоступная ссылка) | Л-29        | 01             | Центральный музей Вооружённых Сил, г. Москва, Московская область, Россия                         |
| Фото                      | Л-29        | 32             | г. Димитровград, Ульяновская область, Россия                                                     |
| Фото                      | Л-29        | 125            | Головной отраслевой музей истории гражданской авиации, г. Ульяновск, Ульяновская область, Россия |
| Фото                      | Л-29        |                | г. Луховицы, Московская область, Россия                                                          |
| Фото (недоступная ссылка) | Л-29        | 04             | Мемориальный музей Г. С. Титова, с. Полковниково, Алтайский край, Россия                         |
| Фото                      | Л-29        | 001            | г. Москва, Московская область, Россия                                                            |
| Фото                      | Л-29        | 08             | Музей авиации Литвы, г. Каунас, Литва,                                                           |
| Фото (недоступная ссылка) | Л-29        | 09             | г. Нерехта, Костромская область, Россия                                                          |
| Фото                      | Л-29        | 112, 141       | п. Доброе, Липецкая область, Россия                                                              |
| Фото (недоступная ссылка) | Л-29        | 21             | п. Садовская, Ульяновская область, Россия                                                        |
| Фото                      | Л-29        | 22, 26, 38, 92 | Рижский музей авиации, г. Рига, Латвия                                                           |
| Фото                      | Л-29        | 30             | г. Ульяновск, Ульяновская область, Россия                                                        |
| Фото                      | Л-29        | 38             | п. Средняя Ахтуба, Волгоградская область, Россия                                                 |
| Фото (недоступная ссылка) | Л-29        | 58             | г. Прокопьевск, Кемеровская область, Россия                                                      |
| Фото                      | Л-29        | 60             | г. Тюмень, Тюменская область, Россия                                                             |
|                           | Л-29        | 65             | г. Шацк, Рязанская область, Россия                                                               |
| Фото                      | Л-29        | 66             | г. Новосибирск, Новосибирская область, Россия                                                    |
| Фото                      | Л-29        | 75             | п. Евсино, Новосибирская область, Россия                                                         |
| Фото                      | Л-29        | 76             | г. Кемерово, Кемеровская область, Россия                                                         |
| Фото                      | Л-29        | 84             | Бобровка (аэродром), Самарская область, Россия                                                   |
| Фото                      | Л-29        | 96             | г. Тамбов, Тамбовская область, Россия                                                            |
|                           | Л-29        | 22             | Рождествено (аэродром), Самарская область, Россия                                                |

## Галерея фотографий
- Л-29, аэродром Майское, 2009 год.
- Л-29 на МАКС-2009
- Л-29 на авиашоу в США, 2008 год.
- Л-29 на авиашоу в Чехии, 2009 год.

## Примечание
1. 1 2  Л-29 на сайте airwar.ru. Дата обращения: 11 января 2013. Архивировано 28 января 2013 года.
2. ↑  Сайт Aero Vodochody Архивная копия от 6 июня 2011 на Wayback Machine Архивировано 6 июня 2011 года.
3. 1 2 3 4 5  Aero L-29 Delfin Military Trainer Aircraft, Czech Republic. Дата обращения: 14 января 2013. Архивировано 27 января 2013 года.
4. ↑  HURT, Zdeněk; KUČERA, Pavel; CHALAS, Oliver. De Havilland Tiger Moth, Avia/Letov C-2 (Arado Ar 96), Aero L-29 Delfin. 1. vyd. Praha: Naše vojsko, 1992. ISBN 80-206-0219-4. S. 113.
5. 1 2 3 4 5 6  Мировая авиация, 2011.
6. 1 2 3 4 5  L-29 Delfin. Дата обращения: 11 января 2013. Архивировано 28 января 2013 года.
7. ↑  Александр Гомзин. Казанский «Сокол» набирает высоту // Военный парад : журнал. — 2009. — Январь—февраль (№ 1 (91)). — С. 68, 69. — ISSN 1029-4678. Архивировано 12 апреля 2019 года.
8. 1 2  Л-29 Дельфин. Дата обращения: 15 января 2013. Архивировано 6 марта 2010 года.
9. ↑  Aero L-29 Delfin. Дата обращения: 17 января 2013. Архивировано 31 января 2013 года.
10. ↑  Потери самолётов Л-29 в октябре 1973. Дата обращения: 28 октября 2017. Архивировано 28 октября 2017 года.
11. 1 2  Авиация в Нагорном Карабахе Архивная копия от 28 апреля 2010 на Wayback Machine Архивировано 28 апреля 2010 года.
12. 1 2  Российская авиация в Чеченской войне. Дата обращения: 15 января 2013. Архивировано 24 ноября 2012 года.
13. ↑  Первая Чеченская война. Дата обращения: 15 января 2013. Архивировано 7 марта 2012 года.
14. ↑  При налёте на грузинский аэродром уничтожены несколько самолётов. Lenta.ru. Дата обращения: 15 января 2013. Архивировано 2 мая 2013 года.
15. ↑  Чехия модернизирует азербайджанских «Дельфинов» и «Альбатросов». Дата обращения: 15 января 2013. Архивировано 5 июня 2011 года.
16. ↑  The Military Balance 2016,p.430
17. ↑  The Military Balance 2016,p.184
18. ↑  Order of Battle — Guinea. Дата обращения: 11 января 2013. Архивировано из оригинала 30 сентября 2013 года.
19. ↑  The Military Balance 2016,p.456
20. ↑  Л-29 (Дельфин) — Учебно-тренировочный самолёт. Дата обращения: 11 января 2013. Архивировано 1 июля 2012 года.
21. ↑  М. Жирохов. История ВВС Ичкерии. Уголок неба (9 августа 2004). Дата обращения: 30 сентября 2015. Архивировано 6 октября 2014 года.
22. ↑  Вооружённые силы зарубежных стран : Справочные данные // Зарубежное военное обозрение : журнал. — 1998. — № 1. — С. 43. — ISSN 0134-921X.
23. ↑  Дмитрий Горбунов. На Харьковщине более 60 спортсменов из трёх стран приняли участие в проведении 10-го Кубка памяти Героя Украины сержанта Василия Мельникова. Дата обращения: 17 января 2013. Архивировано 17 сентября 2014 года.
24. ↑  Реактивный самолёт Л-29. Харьковский аэроклуб им. В. С. Гризодубовой ОСОУ. Дата обращения: 30 июля 2018. Архивировано 30 июля 2018 года.
25. ↑  Л-29 в РОСТО. Дата обращения: 17 января 2013. Архивировано 29 июля 2013 года.
26. ↑  Cruise Missile Pretenders. StrategyPage (29 июня 2010). Дата обращения: 18 января 2013. Архивировано 16 декабря 2017 года.
27. ↑  Владимир Санников. Воздушные гладиаторы: Авиагонки. Популярная механика (февраль 2012). Дата обращения: 17 января 2013. Архивировано 21 апреля 2012 года.
28. ↑  L 29 VIPER. Дата обращения: 17 января 2013. Архивировано 6 марта 2013 года.